# Grenforsen
Grenforsen este o arie protejată (arie specială de conservare — SAC, sit de importanță comunitară — SCI) din Suedia întinsă pe o suprafață de 30,7 ha, integral pe uscat.

## Localizare
Centrul sitului Grenforsen este situat la coordonatele 62°18′24″N 17°13′16″E / 62.3068°N 17.2211°E.

## Înființare
Situl Grenforsen a fost declarat sit de importanță comunitară în iulie 2000 pentru a proteja 1 specie de plante. Situl a fost protejat și ca arie specială de conservare în martie 2011.

## Biodiversitate
Situată în ecoregiunea boreală, aria protejată conține 2 habitate naturale: Pajiști fino-scandinave uscate până la mezice, bogate în specii de altitudine mică, Taiga vestică.
La baza desemnării sitului se află o specie protejată de  plante: Cinna latifolia.